# Yayoi
Yayoi (jap. 弥生時代 Yayoi-jidai; okres Yayoi) – okres w historii Japonii między rokiem 300 p.n.e. a 300 n.e.
Doszło wówczas do znaczących zmian klimatycznych. Ludność terenów dzisiejszych Chin, Korei, Mongolii, przenosiła się na południe i wschód w związku z powstawaniem wielkich pustyń azjatyckich (m.in. Gobi). W wyniku tego procesu pewne grupy ludzi o prawdopodobnie rozmaitym pochodzeniu etnicznym przeniosły się do Japonii. Migranci mogli pochodzić z dorzecza Jangcy w Chinach, południowych wybrzeży Korei (zob. Gaya) lub z Mandżurii. Języki japońskie wykazują pewne podobieństwa z językami ałtajskimi i językiem koreańskim. Ludność Japonii posiada dominującą haplogrupę DNA-Y D1b oraz O2b - to jedyne państwo świata, gdzie te haplogrupy są haplogrupami dominującymi (w zależności od regionu Japonii). Typowa dla Chin i Korei grupa O3 jest obecna głównie na wyspie Kiusiu (Kyūshū) i rejonach granicznych z Koreą.
Kultura Yayoi pojawiła się najpierw na ciepłej i nadającej się do uprawy ryżu wyspie Kiusiu, skąd rozprzestrzeniła się do centralnej części Japonii. Zmiany w strukturze ludnościowej przyniosły ze sobą umiejętność uprawy ryżu (pola ryżowe podobne do chińskich), obróbki brązu i żelaza, a także nową religię, która w późniejszym czasie rozwinęła się w shintō. Są to początki kultury japońskiej.
Ludność okresu Yayoi żyła skupiona w klanach zwanych uji. Były to struktury patriarchalne. Na czele każdego klanu stał jeden człowiek, który był jednocześnie wodzem wojennym i szamanem. Każdy klan był związany z jednym bóstwem, za które była odpowiedzialna głowa klanu. Wszelkie ceremonie związane z nim przeprowadzał właśnie lider grupy. Te bóstwa, kami, reprezentowały sobą siły natury i wszelkie inne aspekty otaczającego świata. W momencie, gdy jedno uji dokonywało podboju na innym, zwycięski klan włączał bóstwo klanu podbitego do swoich praktyk religijnych. W ten sposób w okresie Yayoi powoli wykształcił się złożony panteon kami, który reprezentował hierarchię uji.
Ludność ówczesna nie posiadała systemu pisma, a ubrania wytwarzano ze skór. Małżeństwa były często poligamiczne, lecz kobiety miały względnie wysoką pozycję. Nie wyklucza się nawet, że mogły być również głowami klanów lub kapłankami (zob. Himiko).
Nazwa tego okresu pochodzi od obszaru Yayoi w tokijskiej dzielnicy Bunkyō, gdzie prowadzono pierwsze wykopaliska dotyczące tego okresu, prowadzone przez prof. Shōzō Arisakę (1861–1941).
Księga Hanów wspomina o Japonii okresu Yayoi jako o „kraju składającym się z ponad 100 królestw, z których ponad 30 utrzymywało kontakt z Chinami”. Wspomina także o wykorzystywaniu tatuaży przez mężczyzn w celu rozróżnienia pozycji społecznej. Późniejsza Księga Wei mówi już o scaleniu rodów w związki plemienne i o powstaniu centralnego ośrodka władzy.